# David di Donatello 1989
La cerimonia di premiazione della 34ª edizione dei David di Donatello si è svolta il 3 giugno 1989 al Teatro delle Vittorie a Roma.

## Vincitori
Miglior film
- La leggenda del santo bevitore, regia di Ermanno Olmi
- Francesco, regia di Liliana Cavani
- Nuovo Cinema Paradiso, regia di Giuseppe Tornatore

Miglior regista
- Ermanno Olmi - La leggenda del santo bevitore
- Marco Risi - Mery per sempre
- Giuseppe Tornatore - Nuovo Cinema Paradiso

Miglior regista esordiente
- Francesca Archibugi - Mignon è partita
- Massimo Guglielmi - Rebus
- Sergio Staino - Cavalli si nasce

Migliore sceneggiatura
- Francesca Archibugi, Gloria Malatesta e Claudia Sbarigia - Mignon è partita
- Leo Benvenuti, Piero De Bernardi e Carlo Verdone - Compagni di scuola
- Ermanno Olmi e Tullio Kezich - La leggenda del santo bevitore

Migliore produttore
- Filiberto Bandini  - Caro Gorbaciov
- Claudio Bonivento - Mery per sempre
- Franco Cristaldi - Nuovo Cinema Paradiso

Migliore attrice protagonista
- Stefania Sandrelli - Mignon è partita
- Ornella Muti - Codice privato
- Marina Vlady - Splendor

Migliore attore protagonista
- Roberto Benigni - Il piccolo diavolo
- Giancarlo Giannini - 'o Re
- Carlo Verdone - Compagni di scuola

Migliore attrice non protagonista
- Athina Cenci - Compagni di scuola
- Pupella Maggio - Nuovo Cinema Paradiso
- Pamela Villoresi - Splendor

Migliore attore non protagonista
- Carlo Croccolo - 'o Re  (ex aequo)
- Massimo Dapporto - Mignon è partita  (ex aequo)
- Paolo Panelli - Splendor

Migliore direttore della fotografia
- Dante Spinotti - La leggenda del santo bevitore
- Giuseppe Lanci - Francesco
- Luciano Tovoli - Splendor

Migliore musicista
- Ennio Morricone - Nuovo Cinema Paradiso
- Nicola Piovani - 'o Re
- Armando Trovajoli - Splendor

Migliore canzone originale
- Felicità, di Lucio Dalla e Mauro Malavasi - Il frullo del passero
- 'o Re, di Mauro Pagani, Nicola Piovani e Luigi Magni - 'o Re
- Giorgio Moroder - Mamba
- Paolo Conte - Una notte un sogno
- Pino Daniele - Se lo scopre Gargiulo

Migliore scenografo
- Danilo Donati - Francesco
- Lucia Mirisola - 'o Re
- Ferdinando Scarfiotti - Mamba

Migliore costumista
- Lucia Mirisola - 'o Re
- Danilo Donati - Francesco
- Gabriella Pescucci - Splendor

Migliore montatore
- Ermanno Olmi - La leggenda del santo bevitore
- Gabriella Cristiani - Francesco
- Nino Baragli - Il piccolo diavolo

Migliore fonico di presa diretta
- Candido Raini - Mignon è partita
- Tommaso Quattrini - Mery per sempre
- Remo Ugolinelli - Il piccolo diavolo

Miglior film straniero
- Rain Man - L'uomo della pioggia (Rain Man), regia di Barry Levinson
- Mississippi Burning - Le radici dell'odio (Mississippi Burning), regia di Alan Parker
- Donne sull'orlo di una crisi di nervi (Mujeres al borde de un ataque de nervios), regia di Pedro Almodóvar

Miglior regista straniero
- Pedro Almodóvar - Donne sull'orlo di una crisi di nervi (Mujeres al borde de un ataque de nervios)
- Barry Levinson - Rain Man - L'uomo della pioggia (Rain Man)
- Woody Allen - Un'altra donna (Another Woman)

Miglior sceneggiatura straniera
- John Cleese - Un pesce di nome Wanda (A Fish Called Wanda)
- Pedro Almodóvar - Donne sull'orlo di una crisi di nervi (Mujeres al borde de un ataque de nervios)
- Ronald Bass  e Barry Morrow - Rain Man - L'uomo della pioggia (Rain Man)

Miglior produttore straniero
- Frank Marshall e Robert Watts - Chi ha incastrato Roger Rabbit (Who framed Roger Rabbit)
- Mark Johnson - Rain Man - L'uomo della pioggia (Rain Man)
- Claude Berri - L'orso (L'ours)

Migliore attrice straniera
- Jodie Foster - Sotto accusa (The Accused)
- Isabelle Huppert - Un affare di donne (Une affaire de femmes)
- Shirley MacLaine - Madame Sousatzka

Miglior attore straniero
- Dustin Hoffman - Rain Man - L'uomo della pioggia (Rain Man)
- Gene Hackman - Mississippi Burning - Le radici dell'odio (Mississippi Burning)
- John Malkovich - Le relazioni pericolose (Dangerous Liaisons)

Premio Alitalia
- Monica Vitti

Premio Sèleco
- Vito Zagarrio

David Luchino Visconti
- Paolo e Vittorio Taviani